# Woodcreek (Texas)
Woodcreek es una ciudad ubicada en el condado de Hays en el estado estadounidense de Texas. En el Censo de 2010 tenía una población de 1457 habitantes y una densidad poblacional de 519,44 personas por km².

## Geografía
Woodcreek se encuentra ubicada en las coordenadas 30°1′36″N 98°6′41″O / 30.02667, -98.11139. Según la Oficina del Censo de los Estados Unidos, Woodcreek tiene una superficie total de 2.8 km², de la cual 2.8 km² corresponden a tierra firme y (0%) 0 km² es agua.

## Demografía
Según el censo de 2010, había 1457 personas residiendo en Woodcreek. La densidad de población era de 519,44 hab./km². De los 1457 habitantes, Woodcreek estaba compuesto por el 97.19% blancos, el 0.07% eran afroamericanos, el 0.48% eran amerindios, el 0.41% eran asiáticos, el 0% eran isleños del Pacífico, el 1.24% eran de otras razas y el 0.62% pertenecían a dos o más razas. Del total de la población el 5.35% eran hispanos o latinos de cualquier raza.